# Izmail
Izmail (tiếng Ukraina: Ізмаїл) là một thành phố của Ukraina. Thành phố này thuộc tỉnh Odessa. Thành phố có diện tích 1300 km2, dân số theo điều tra dân số năm 2001 là 84815 người.